# Schizostachyum aequiramosum
Schizostachyum aequiramosum là một loài thực vật có hoa trong họ Hòa thảo. Loài này được Widjaja miêu tả khoa học đầu tiên năm 1997.